# توني كولمان (سياسي)
توني كولمان هو شخصية أعمال وسياسي بريطاني، ولد في 23 يوليو 1943 في Sheringham ‏ في المملكة المتحدة. نشط حزبياً في حزب العمال. في الانتخابات العامة في المملكة المتحدة 1997 ‏، انتخب عضو البرلمان الثاني والخمسون للمملكة المتحدة ‏ عن دائرة بوتني وقد انضم خلال فترته النيابية ‏ (1 مايو 1997 – 14 مايو 2001) للكتلة البرلمانية حزب العمال وفي الانتخابات العامة في المملكة المتحدة 2001، انتخب عضو البرلمان الثالث والخمسون للمملكة المتحدة ‏ عن دائرة بوتني وقد انضم خلال فترته النيابية ‏ (7 يونيو 2001 – 11 أبريل 2005) للكتلة البرلمانية حزب العمال.